# Das Mädchen mit dem Mini
Das Mädchen mit dem Mini ist ein österreichischer Spielfilm aus dem Jahre 1964 mit Karin Field in der Titelrolle.

## Handlung
Die hübsche blonde Biggi will voller Stolz ihren neuen „Minikini“, in Wahrheit nichts anderes als einen Badeanzug oben ohne, in einem Wiener Freibad vorführen. Ihr Freund ist der dilettierende Drehbuchautor und Liedtexter Frank, der verzweifelt einem Erfolg hinterher rennt. Er findet, dass seine Biggi, hauptberuflich Sekretärin, für den Auftritt im Bad eindeutig zu wenig und für einen im Nudistencamp eindeutig zu viel trägt. Biggis neuer „Kleidungsstil“ führt dazu, dass sich die Gemüter in Wiens Öffentlichkeit zunächst erhitzen und die Spießbürgermoralisten sie gesellschaftlich erst schneiden, dann aber offensichtlich die Hormone ins Kraut schießen und Biggis Körper ständig begehrlichen Blicken ausgesetzt wird. Das Liebesglück von Biggi und Frank wird auf eine schwere Probe gestellt. Schließlich kommt es zum Partnertausch: Biggi bandelt mit Franks bestem Freund an, während sich Frank wiederum in Richtung Biggis bester Freundin umorientiert und diese sogar heiratet.

## Produktionsnotizen
Das Mädchen mit dem Mini war während seiner Entstehungszeit 1964 einer der ersten Nudistenfilme Österreichs und wurde am 19. Februar 1965 uraufgeführt. In Deutschland lief der Film am 26. März 1965 an.
Schlagersänger „Frank Roberts“, der eigentlich Frits Fronz hieß, gab hier sein Leinwanddebüt. Im Anschluss an diesen Film machte Fronz eine kurze, aber intensive Karriere als Österreichs erster Sexfilm-Regisseur.

## Kritiken
Paimann’s Filmlisten fand die Geschichte „im Gegensatz zu anderen Nackedeifilmen … unprätentiös und flott, wenn auch nicht ohne Sprünge aufbereitet“.
Das Lexikon des Internationalen Films verriss den Streifen und befand: „Trauriger Lustspielversuch“.
Der im Rahmen der Viennale im Herbst 2017 wiederaufgeführte Film wurde von der Festivalleitung wie folgt annonciert: „Österreichs erster Nudistenfilm ist ein liebenswert tollpatschiges, buntes Mirakel aus der Bonbonniere, das ungeduldig seiner längst überfälligen Wiederentdeckung harrt.“